# Форбс, Вернон Зигфрид
Вернон Зигфрид Форбс (англ. Vernon Siegfried Forbes; 9 декабря 1905, Рондебош — 1993) — южноафриканский географ.
Родился в семье священника. Рано осиротел, после окончания школы работал клерком в банке. В 1925 году поступил в Колледж Христа Кембриджского университета. В 1927 году опубликовал первую научную работу и принял участие в экспедиции Джино Уоткинса на Шпицберген, в 1929 году участвовал в организованной университетом картографической экспедиции в Восточную Гренландию, участвовал также в организованной Уилфредом Гренфеллом экспедиции по острову Ньюфаундленд. Получив в Кембридже степень магистра (1931), затем учился в аспирантуре по геологии в Калифорнийском университете в Беркли.
В начале 1930-х гг. работал на золотодобывающей шахте в Южной Родезии. В 1933—1941 гг. заместитель директора привилегированной школы в Райпуре, в свободное время путешествуя с научными целями по Индии, Индонезии и Малайзии. После этого вернулся в Южную Африку и начал преподавать на кафедре географии Университета Родса, где работал до выхода на пенсию в 1970 г., с 1966 г. профессор. В 1989 году удостоен университетом звания почётного доктора.
Научные интересы Форбса были сосредоточены в области истории географических открытий. В 1958 году он защитил докторскую диссертацию, представлявшую собой систематический обзор путешествий по Южной Африке в 1750—1800 гг. Этот материал лёг в основу монографии «Первые путешественники по Южной Африке» (англ. Pioneer Travellers of South Africa; 1965). На протяжении последующих 20 лет Форбс работал над новыми научными изданиями оставленных ранними исследователями Южной Африки (в том числе Андерсом Спаррманом и Карлом Петером Тунбергом) путевых записок; в этой работе ему помогали супруги Яльмар и Айона Руднеры.
В 1989 году Королевское географическое общество удостоило Форбса Премии Мерчисона.